# نصف بنس (أسترالي)
كانت عملة نصف البنس الأسترالية قبل العشرية، والمعروفة باسم ها'بيني /ˈheɪpəni/ أصغر فئة من الجنيه الأسترالي المتداولة. كانت وحدة نقدية تساوي نصف بنس،124 ، أو1480 صُنعت العملة المعدنية لتكون معادلة لنصف البنس البريطاني؛ وكانت أبعادها وتكوينها وقيمها متكافئة، بالإضافة إلى ذلك، ثبتت العملتين على قدم المساواة.
طرحت العملة المعدنية لأول مرة في عام 1911، وتوقف سكها في عام 1965 مع تقديم النظام العشري. عندما حدث التحول إلى النظام العشري في 14 فبراير 1966، أصبحت قيمة العملة مساوية لـ512 (= 0.41666 سنت).
كان وجه العملة المعدنية يحمل صورة الملك الحاكم الحالي لأستراليا (باستثناء عام 1936 عندما كان إدوارد الثامن ملكًا). كان من بين الملوك الثلاثة المميزين: الملك جورج الخامس، والملك جورج السادس، والملكة إليزابيث الثانية. جميع نصف البنسات المنتجة في عهد جورج السادس وإليزابيث الثانية كانت تحمل وجه الكنغر.
سكت العملات المعدنية الأسترالية من فئة نصف البنس في مواقع مختلفة، على المستوى الوطني والدولي، على مدى السنوات من عام 1911 إلى عام 1964. في أستراليا، سك نصف البنس في ملبورن وبرث وسيدني. وعلى الصعيد الدولي، سكت في الهند (كلكتا ومومباي)، وإنجلترا (لندن وبرمنغهام)، وكان كل منهما يحمل علامات سك مختلفة.

## التاريخ

### الملك جورج الخامس (1911–1936)
أصبح جورج الخامس ملكًا للمملكة المتحدة في عام 1910 بعد وفاة الملك إدوارد السابع. وبعد ذلك، عدلت العملات المعدنية التي سكتها دار سك العملة الملكية في لندن لأستراليا، والتي يعود تاريخها إلى عام 1911، على الوجه فقط. إصدرت أنصاف البنسات البرونزية (والبنسات) لأول مرة هذا العام.
أنصاف البنسات الأسترالية التي تحمل صورة جورج الخامس، يظهر على وجهها مرتديًا رداءً ومتوجًا، متجهًا إلى اليسار ومن أعلى. ومن المعروف أن صورة جورج الخامس المستخدمة "تزيّن الغالبية العظمى من أندر عملات الكومنولث الأسترالية وأكثرها رواجًا".
كان ظهر العملة في ذلك الوقت يتألف من عبارة "نصف بنس" بثلاثة أسطر في المنتصف، محاطة بدائرة مُزينة بالخرز. توجد لفافة صغيرة أسفل كلمة "بنس" داخل الدائرة المُزينة بالخرز، وشعار "كومنولث أستراليا" وتاريخ الإصدار المحيط بدائرة الخرز. وحسب مكان سكّها، قد تحتوي بعض العملات المعدنية أيضًا على علامة سك صغيرة أسفل اللفافة.
في عام 1916، أثناء سك نصف البنس الأسترالي في كلكتا، إنتجت عملة معدنية نادرة للغاية بها خطأ، حيث سكت عملة فارغة ذات وجه نصف بنس ووجه ربع آنا هندي. اكتشف هذا الخطأ في عام 1965، ومن المعروف أن هناك حوالي 7 إلى 9 أخطاء موجودة.
في عام 1936، توج إدوارد الثامن ملكًا من 20 يناير، حتى تنازله عن العرش في نفس العام، في 11 ديسمبر. ومع ذلك، خلال هذا العام، استمرت جميع العملات الأسترالية في حمل صورة تمثال جورج الخامس.

### الملك جورج السادس (1938–1952)
في 11 ديسمبر 1936، اعتلى جورج السادس العرش بعد تنازل إدوارد الثامن.
في السنوات القليلة الأولى من حكمه، استمر نصف البنس في استخدام تصميم "كومنولث أستراليا". ومع ذلك، في عام 1939، كان هناك نوعان مختلفان من الوجه الخلفي للعملة - أحدهما بتصميم "كومنولث أستراليا" الخلفي السابق، والآخر بوجه خلفي جديد على شكل كنغر، والذي بدأ في الظهور على الوجه الخلفي للعملات المعدنية قبل بضع سنوات. تعتبر عملات النصف بنسات الصادرة عام 1939 والتي تحمل صورة الكنغر على ظهرها أكثر ندرة من العملات التي تحمل صورة "كومنولث أستراليا" على ظهرها.
خلال فترة حكم جورج السادس، سكت عملات نصف البنس لسنوات مختلفة في أماكن مختلفة. في عامي 1942 و1943، سك نصف البنس الأسترالي في ملبورن وبومباي. من عام 1944 إلى عام 1951، كلف دار سك العملة في ملبورن وبرث بضرب نصف البنس. في عام 1951، قامت دار سك العملة الملكية في لندن بضرب نصف بنس باستخدام علامة الدار "PL" المستخدمة للدلالة على ذلك. في عام 1952، سك نصف البنس فقط بواسطة دار سك العملة في بيرث، مع وجود نقطة بعد كلمة "أستراليا" لترمز إلى ذلك.

### الملكة إليزابيث الثانية (1953–1964)
من عام 1953 إلى عام 1964، قامت دار سك العملة في برث بسك جميع عملات النصف بنسات الأسترالية، باستثناء عام 1959 (عندما قامت دار سك العملة في ملبورن بسكها). في عام 1953، وضعت دار سك العملة في برث نقطة علامة سك العملة بعد كلمة "أستراليا"، بينما في الفترة من عام 1960 إلى عام 1964، وضعت النقطة بعد كلمة "نصف بنس".

## الأنواع
| الصورة                                   | الصورة                                   | السنوات | السنوات | المعلمات التقنية | المعلمات التقنية | المعلمات التقنية | المعلمات التقنية                 | الوصف / الأسطورة / المصمم | الوصف / الأسطورة / المصمم                                                         | الوصف / الأسطورة / المصمم                                |
| وجه العملة                               | عكس العملة                               | من      | إلى     | القطر            | سماكة            | كتلة             | التركيب                          | الحافة                    | وجه العملة                                                                        | عكس العملة                                               |
| ---------------------------------------- | ---------------------------------------- | ------- | ------- | ---------------- | ---------------- | ---------------- | -------------------------------- | ------------------------- | --------------------------------------------------------------------------------- | -------------------------------------------------------- |
| ملف:Australia halfpenny 1916 obverse.png | ملف:Australia halfpenny 1916 reverse.png | 1911    | 1936    | 25.4             | 1.5              | 5.67             | Bronze: Cu 97%, Zn 2.5%, Sn 0.5% | عادي                      | جورج الخامس جورجيفس الخامس، د.ج. بريت: OMN: REX F.D.IND:IMP: بقلم بيرترام ماكينال | نصف بنس كومنولث أستراليا بقلم دبليو.إتش.جي. بلاكمور      |
| ملف:Australia halfpenny 1938 obverse.jpg | ملف:Australia halfpenny 1938 reverse.jpg | 1938    | 1939    | 25.5             | 1.5              | 5.67             | Bronze: Cu 97%, Zn 2.5%, Sn 0.5% | عادي                      | جورج السادس جورجيفس السادس D:G:BR:OMN:REX: F:D:IND:IMP. بقلم توماس هيو باجيت      | نصف بنس كومنولث أستراليا بقلم دبليو.إتش.جي. بلاكمور      |
|                                          |                                          | 1939    | 1948    | 25.5             | 1.5              | 5.67             | Bronze: Cu 97%, Zn 2.5%, Sn 0.5% | عادي                      | جورج السادس جورجيفس السادس D:G:BR:OMN:REX: F:D:IND:IMP. بقلم توماس هيو باجيت      | كنغر / نجمة كومنولث نصف بنس أسترالي بقلم جورج كروجر غراي |
|                                          | ملف:Australia halfpenny 1951 reverse.JPG | 1949    | 1952    | 25.5             | 1.5              | 5.67             | Bronze: Cu 97%, Zn 2.5%, Sn 0.5% | عادي                      | جورج السادس جورجيفز السادس D:G:BR:OMN:REX FIDEI DEF. بقلم توماس هيو باجيت         | كنغر / نجمة كومنولث نصف بنس أسترالي بقلم جورج كروجر غراي |
|                                          |                                          | 1953    | 1955    | 25.5             | 1.5              | 5.67             | Bronze: Cu 97%, Zn 2.5%, Sn 0.5% | عادي                      | إليزابيث الثانية + إليزابيث.II.DEI.GRATIA.REGINA بواسطة ماري جيليك                | كنغر / نجمة كومنولث نصف بنس أسترالي بقلم جورج كروجر غراي |
|                                          |                                          | 1959    | 1964    | 25.5             | 1.5              | 5.67             | Bronze: Cu 97%, Zn 2.5%, Sn 0.5% | عادي                      | إليزابيث الثانية + إليزابيث.II.DEI.GRATIA.REGINA.F:D: بواسطة ماري جيليك           | كنغر / نجمة كومنولث نصف بنس أسترالي بقلم جورج كروجر غراي |

## علم العملات

### 1916I Mule ~ تقدر قيمتها بما يصل إلى 100,000 دولار أسترالي - 125,000 دولار أسترالي

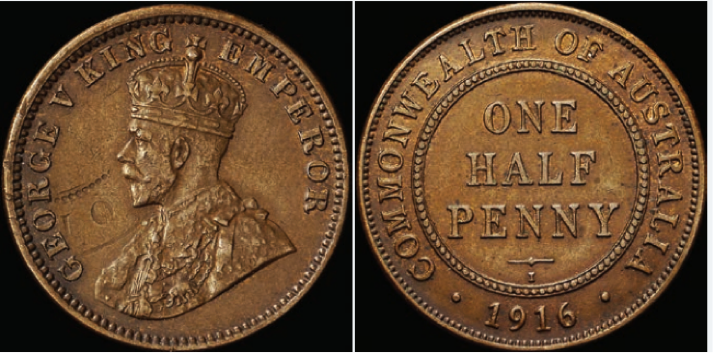
نصف بنس ميول 1916I (الوجه 2؛ الوجه الخلفي أ). تفاصيل AU المصنفة من NGC BN

تحمل عملة 1916I Mule الوجه الخلفي القياسي الأسترالي لنصف البنس لعام 1916، ومع ذلك، يمكن تمييزها من خلال وجهها الأمامي، وهو وجه عملة ربع آنة الهندية. إنها أندر عملة من عملات الكومنولث الأسترالية التي صدرت للتداول، وعندما عرفت أهميتها لأول مرة في الصحافة النقدية الأسترالية في منتصف ستينيات القرن العشرين، وُصفت بأنها "أعظم اكتشاف في تاريخ العملات، وواحدة من أثمنها". يوجد حاليًا 5 عينات معروفة، ومن المتوقع وجود 6-10 عينات.
السياق التاريخي لكيفية ظهور وجه ربع آنة الهندي على نصف بنس عام 1916، هو أنه خلال الحرب العالمية الأولى، خصصت دار سك العملة الملكية في لندن إنتاج مجموعة من العملات الأسترالية لدار سك العملة الملكية في كلكتا، وكان سبب هذا التغيير هو وجود مخاوف مخففة من أن البحرية الألمانية قد تمتلك القدرة على اعتراض أو إغراق عمليات التسليم البحرية للعملات المعدنية من بريطانيا إلى أستراليا. ولم يكن هذا ليؤدي إلى تكلفة باهظة فحسب، بل كان من شأنه أيضا أن يؤدي إلى تحطيم الروح المعنوية في وقت الحاجة الشديدة. كانت العملات الأسترالية من فئة نصف البنس والبنس الواحد الصادرة عام 1916 أول عملات غير هندية تنتج بواسطة فرع دار سك العملة الملكية في كلكتا.
تجدر الإشارة إلى أن دار سك العملة في كلكتا كانت تُنتج بنجاح عملات آنّا النحاسية والروبيات الفضية منذ عام 1862، لذا كانت لديها الموارد والأنظمة والخبرة اللازمة لإنتاج هذه العملة الجديدة. ولا يزال الجدل قائمًا حول كيفية نشوء خطأ نصف بنس ميول لعام 1916.
هذه العملة، كأي قطعة نقود، مطلوبة بشدة من هواة جمع العملات لأسباب متعددة. فهي تجذبهم لندرتها، ولكونها عنصرًا أساسيًا في صنع مجموعة عملات الكومنولث الأسترالي الكاملة، ولأهميتها التاريخية في علم العملات، ولكونها موضوع نقاش مستمر.

### 1923 ~ تقدر قيمتها بما يصل إلى 75000 دولار أسترالي - 100000 دولار أسترالي

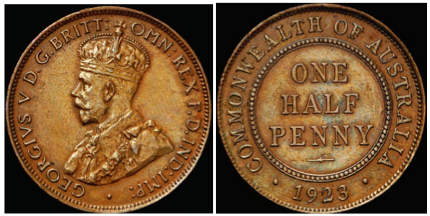
نصف بنس 1923 (الوجه 1؛ الوجه الخلفي أ). NGC صنف MS 62 BN.

في عام 1922، قام فرع دار سك العملة الملكية في سيدني بتصنيع عملات معدنية بقيمة ستة بنسات ونصف بنس لصالح الكومنولث. إنتجت هذه العملات المعدنية باستخدام قوالب توفرت من دار سك العملة في ملبورن. في عام 1923، كان مستقبل دار سك العملة في سيدني غير مؤكد (أغلقت في النهاية في عام 1926) مما أدى إلى عدم إرسال قوالب 1923 إلى سيدني، مما أدى إلى سك جميع الإصدارات من سيدني لذلك العام - حوالي 1,113,600 قطعة نقدية - تحمل التاريخ غير الصحيح لعام 1922. وهذا يعني أنه في يوليو 1923، تلقت دار سك العملة في ملبورن طلبًا لإنتاج عملات معدنية بقيمة 1000 جنيه إسترليني من فئة نصف بنس (أي ما يعادل 480 ألف قطعة نقدية).
إصدرت ثلاثة أزواج من قوالب عام 1923 من ورشة ملبورن في سبتمبر من ذلك العام. ومع ذلك، فشلت كل هذه القوالب الثلاثة في المراحل المبكرة - حيث إرجع واحد منها على الفور إلى الورشة لإجراء التعديلات عليه، وتصدع القالبان المتبقيان في وقت مبكر من الإنتاج. وقد أدى هذا إلى ندرة عملات نصف البنس لعام 1923. يمكن أن يصل سعر نصف البنس الصادر عام 1923 الآن إلى عدة آلاف من الدولارات.

### 1939 ~ تقدر قيمتها بما يصل إلى 25000 دولار أسترالي - 35000 دولار أسترالي
المصدر:

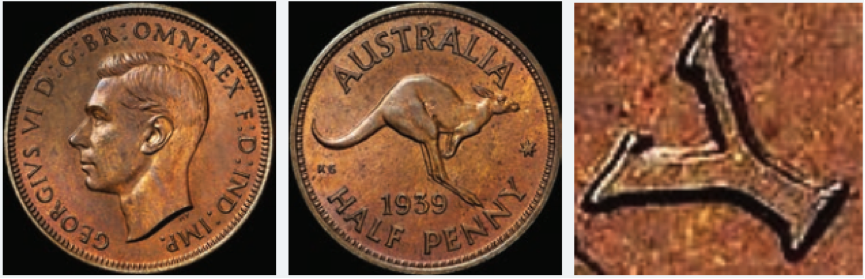
1939 "رو" نصف بنس. (الوجه 3؛ الوجه الخلفي ب). NGC مصنف MS 65 BN

في عام 1939، استمر إنتاج العملات المعدنية من فئة نصف بنس الأولى مع استمرار العمل بـ "•كومنولث أستراليا•" منذ طرحها لأول مرة في عام 1911. ومع ذلك، في وقت لاحق من ذلك العام تغير الوجه الآخر إلى نسخة مصغرة ومقلوبة أفقياً من الوجه الآخر للعملة المعدنية "كانجارو"، والذي قدم في العام السابق في عام 1938. علاوة على ذلك، كان هناك قالبان عكسيان مميزان بشكل ملحوظ على عملات النصف بنسات الجديدة عام 1939 - أحدهما من صانع القالب الأصلي في لندن والثاني من دار سك العملة في ملبورن.
هناك عدد من الميزات الموجودة على عملات الكنغر العكسية لعام 1939 والتي تسمح بالتمييز بين النوعين. يمكن ملاحظة الاختلاف الأكثر وضوحًا في العلامة عند مقارنة قدم "Y" في "HALFPENNY" - حيث يعرض الإصدار الأندر منها قدمًا مزدوجة، بينما يعرض الإصدار الأكثر شيوعًا قدمًا واحدة. تعتبر جمعية تجار العملات الأسترالية نصف البنس المزدوج لعام 1939 "عملة نادرة للغاية في حالة غير متداولة".

## روابط خارجية
- عملات من أستراليا / نوع العملة: نصف بنس - نادي العملات على الإنترنت
- نصف بنس | ورقة زرقاء
- نصف بنسات أستراليا
- مجموعة متنوعة من الأسنان العكسية الطويلة لعام 1942